# 완다 벤담
완다 벤담(Wanda Ventham, 1935년 8월 5일 ~ )은 잉글랜드의 배우이다.

## 출연 작품
- 어사일럼 (2005)
- 하트비트 (1992)
- 수사반장과 여배우 (1988)
- 캐주얼티 (1986)
- 인베이전: UFO (1974)
- 캡틴 크로노스 - 뱀파이어 헌터 (1974)
- 크라운 코트 (1972)
- 블러드 비스트 테러 (1968)
- 스파이 위드 어 콜드 노즈 (1966)
- 미스터 10퍼센트 (1966)
- 낵 앤 하우 투 겟 잇 (1965)
- 비밀첩보원 (1964)
- 세인트(영어판) (1962)